# Lona-Lases
Lona-Lases és un municipi italià, dins de la província de Trento. L'any 2007 tenia 806 habitants. Limita amb els municipis d'Albiano, Baselga di Pinè, Bedollo, Cembra, Fornace, Segonzano, Sover i Valfloriana.

## Administració
| Període | Identitat        | Partit        |
| ------- | ---------------- | ------------- |
| 2005-   | Marco Casagranda | Llista cívica |